# Boraxfass
Boraxfass är ett gammalt redskap för lödning av silver. Det består av en liten burk med lock och en smal pip med en tandad ovansida.
Vid lödning av silver tillämpas sedan gammalt hårdlödning, en silverlegering med lägre smältpunkt än arbetssilvret smälts in i den heta fogen. Slaglodet läggs på fogen i form av filspån och vanligen lades ett flussmedel i form av borax på fogen, dels för att hålla syret borta och hindra silvret från att oxidera och dels för att få slaglodet att fördela sig jämnt i fogen.
I äldre tid lades boraxet vanligen på i form av ett pulver. Man använde då vanligen en boraxfass för att lägga på boraxen. Boraxfassen placerades inne i handen och fylldes med boraxpulver varvid den placerades inne i handen. Då guldsmeden strök med nageln över dess tandade kant så att vibrationerna sakta strödde ut pulvret genom pipen. Boraxfassen är känd åtminstone sedan tidigt 1400-tal.